# Ниасы
Ни́асы (ни́асцы, ниха (самоназвание), оранг ниас (индонезийское)) — народ, проживающий в Индонезии. Наиболее многочисленное население острова Ниас, которое антропологически сближают с батаками. Численность народа составляет примерно 600 тыс. человек. Говорят на ниасском языке западно-австронезийской группы австронезийской семьи. Ниасцы относятся к аборигенному населению Западной Индонезии.
Во внешнем облике и культуре отдельных групп ниасов есть существенные различия, особенно между северными и южными.
Ниасцы — христиане-протестанты (лютеране).

## Традиционные занятия
- Сельское хозяйство

Ниасы — земледельцы. Они выращивают клубнеплоды, прежде всего батат, кокосовую пальму, а также занимаются рисосеянием, преимущественно на ладанчах, а в последние десятилетия — и на заливных полях.
- Рыболовство

В прибрежных районах занимаются морским рыболовством.
- Охота и животноводство

Большую роль играет охота на кабанов, обезьян, оленей. Разводят свиней(в том числе и для ритуальных целей).
- Ремесло

Развито изготовление оружия(копья, ножи, кинжалы). Ниасы умеют также выковывать шлемы и панцири из листового железа. разнообразно плетение, резьба по дереву и камню. В прошлом одежду выделывали из луба и из волокон бананов. Своеобразным ремеслом было изготовление для воинов плетеных панцирей и шлемов, а также курток из кожи.

## Традиционное жилище
На Южном Ниасе деревни больше, с центральной улицей, мощеной массивными каменными плитами; дома стоят вплотную друг другу. К горным деревьям ведут каменные лестницы с установленными по сторонам каменными изваяниями людей и животных(ещё сохраняющиеся традиции мегалитической культуры). Некоторые деревни обнесены каменной стеной. На севере деревни меньше. Они расположены на вершинах гор, куда ведут извилистые тропы. В центре деревни находится центральная площадь, также вымощенная плитами. И здесь деревни окружены каменной стеной, а нередко ещё и земляным валом; прежде между деревнями часто велись кровавые войны.
Дома свайные, каркасные, на севере овальные в плане, на юге — прямоугольные. Дома старейшин на Южном Ниасе выделяются размерами и оригинальностью архитектуры. Такой дом имеет размеры в среднем 20 на 10 метров и стоит на 50-70 очень толстых (в обхват) сваях до 1 метра высотой. Крыша очень крутая, двускатная, со слегка прогнутой плоскостью скатов. Деревянные части дома богато украшены резьбой. Половину дома занимает общая комната; в глубине её к потолку поднимаются ступени во всю ширину дома, на которых во время торжеств сидят гости (согласно рангам). На другом конце общей комнаты — очаг. За ним — отдельные помещения для жителей дома. В каждом доме обязательно есть место, где стоят изображения предков.

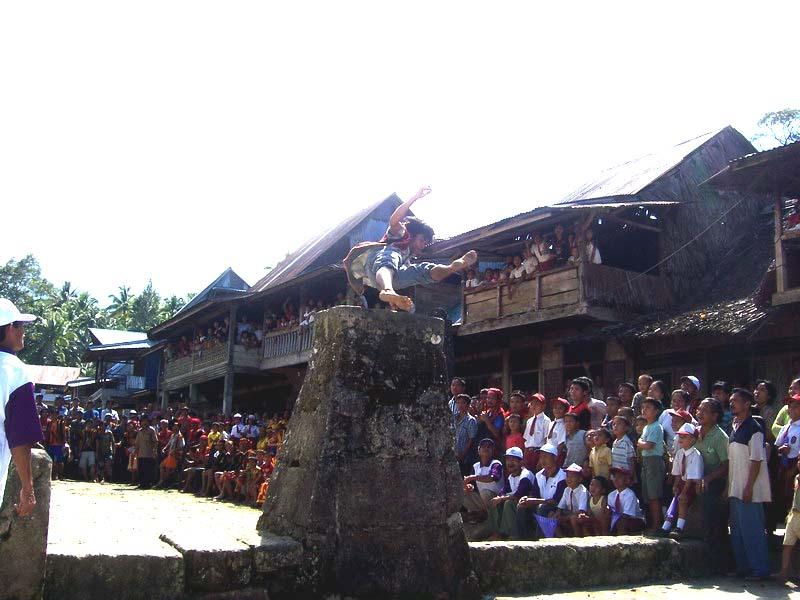
Церемониальный прыжок ниасов.

## Пища
Основная пища ниасов — батат (варёный, жареный и даже сырой), печёная кукуруза, продукты морского рыболовства. Рис едят по торжественным случаям, так же как и свинину и курятину. Жуют бетень.

## Традиционная одежда
Одеждой мужчинам служит ткань, обернутая вокруг бедер, и куртка с рукавами или без них. Женщины носят короткий каин и баджу, волосы удерживают плетеным обручем. Одежда общеиндонезийская. Прежде женщины ходили обнаженными до пояса. И мужчины и женщины носят плетеные шляпы. Украшения указывают на ранг владельца: так, золотые украшения могут носить лишь старейшины высокого ранга. Воины Северного Ниаса носили особое ожерелье калабубу, считавшееся символом военного величия и героизма. На Южном Ниасе встречается татуировка.

## Социальная организация
Деревня у ниасов составляет общину во главе с наследственным старейшиной. При вступлении на должность старейшины нужно устроить пышное угощение. Община состоит из патрилинейных больше — семейных общин. Родовой характер поселений нарушен. Домом и приусадебным участком распоряжается либо большая семья, либо выделившаяся из неё малая, землей — либо тот, кто её обрабатывал (Северный Ниас), либо вся община (Южный Ниас). У ниасов давно сложилось отчётливое сословное деление на привилегированных (старейшины и члены их семей), свободных рядовых общин и рабов. Рабами становились либо должники, либо военнопленные; они жили в отдельном доме.

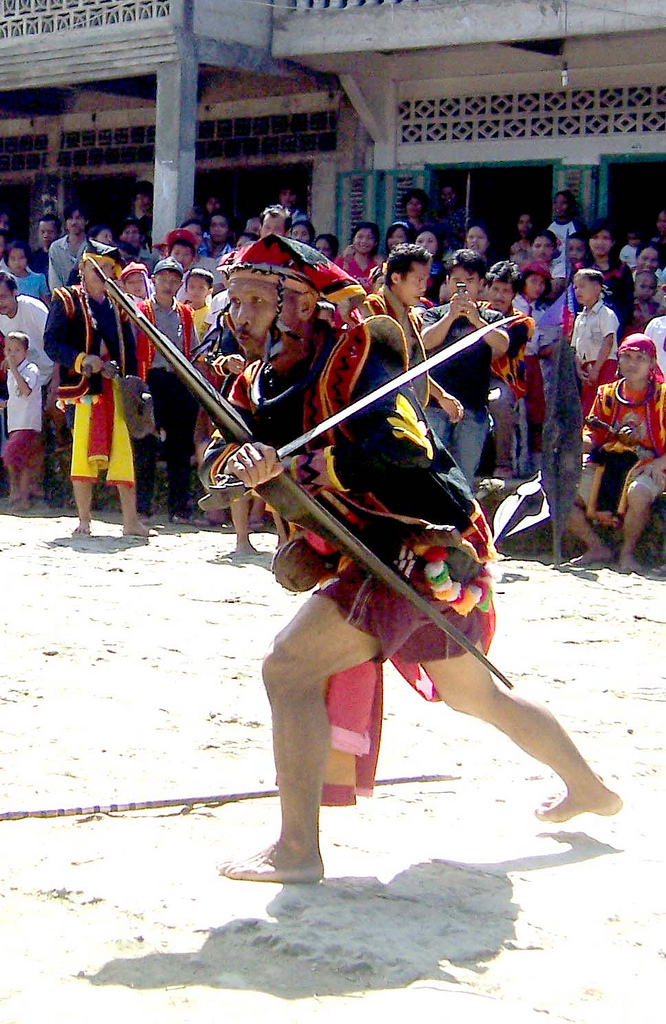
Танец воина.

## Брак и семья
В семейных отношениях господствует отцовское право. На Северном Ниасе до брака жених и невеста не должны встречаться. На Южном Ниасе жених до брака может поселиться в доме отца невесты и помогать в работе (это снижает брачную сумму). После выплаты брачной суммы жена полностью переходит к мужу (хотя продолжает сохранять свою родовую принадлежность). Многоженство встречается лишь у старейшин.
Основная единица социальной организации — сельская община (банува), состоящая из локализованных сегментов патрилинейных родов (мадо). Существует кольцевая связь родов, сорорат (при запрете левирата).
Семья малая, полигамия исчезла с принятием христианства в начале XX века. Существует деление на три социальных ранга: знать (сиулу), свободные общинники (сато) и потомки рабов.

## Верования
Подавляющее большинство ниасов — анимисты, у них развит культ предков и магия. До наших дней сохраняются мегалиты. Это либо изображения предков, либо разнообразные каменные сооружения, покрытые сложной резьбой и посвященные предкам. Внутри некоторых каменных плит — специальные отверстия для хранения черепов умерших. С культом предков и анимизмом связана широко распространенная прежде «охота за головами», поводом к которой было любое важное событие жизни ниаса.
В похоронных обрядах ниасов много общего с аналогичными обрядами у батаков и особенно у даяков.
В настоящее время ниасы оставили многие прежние обычаи (такие как, «охота за головами», человеческие жертвоприношения, подпиливание зубов и прочее). Давно прекращены войны между деревнями. В жизнь ниасов прочно вошли товарно-денежные отношения; многие свои продукты они продают, покупая необходимое.

## Культура
Развиты народные танцы, речитативное исполнение мифов и генеалогий, спортивные и другие игры. Сохранялась традиция возведения мегалитических сооружений (монолитов, каменных стен, дольменов и т. д.) в деревнях.